# Rezerwat przyrody Paza
Rezerwat przyrody Paza – leśny rezerwat przyrody w gminie Złoczew, w powiecie sieradzkim, w województwie łódzkim. Utworzony został w 1995 r. w celu zachowania żyznej buczyny z rzadkimi roślinami w runie oraz pomnikowymi okazami buka na granicy jego naturalnego zasięgu. Znajduje się w środkowej części kompleksu leśnego na terenie leśnictwa Potok w Nadleśnictwie Złoczew. Jego nazwa pochodzi od dawnej nazwy uroczyska leśnego, w którym zlokalizowano ten rezerwat. Zajmuje powierzchnię 27,04 ha (akt powołujący podawał 27,21 ha).
Pod względem geomorfologicznym obszar rezerwatu leży na równinnej wysoczyźnie morenowej uformowanej przez lądolód warciański podczas zlodowacenia środkowopolskiego, zbudowanej przeważnie z gliny zwałowej, piasków gliniastych i żwirów wodnolodowcowych.
W rezerwacie występują leśne fitocenozy żyznej buczyny, grądu typowego i wilgotnego oraz lasu mieszanego. W nielicznie zachowanych płatach dominuje buk w wieku od 100 do 130 lat, tworzący zwarty drzewostan z bardzo słabo wykształconą warstwą krzewów i niskim, wielogatunkowym runem. Pozostałe płaty odznaczają się znaczną domieszką grabu, brzozy oraz niewiele mniejszą jaworu, świerka, jodły, osiki i dębu szypułkowego. Najgrubsze rosnące tu buki liczą blisko 175 lat i przekraczają 300 cm obwodu. W bogatym runie licznie występują: zawilec gajowy, przylaszczka pospolita, marzanka wonna, gajowiec żółty, fiołek leśny, prosownica rozpierzchła, miodunka ćma, turzyca palczasta, żankiel zwyczajny, kopytnik pospolity, groszek wiosenny, podagrycznik pospolity i inne. 
Siedliska lasu mieszanego i lasu wilgotnego w północnej części rezerwatu zajmuje zbiorowisko grądu z bukiem i jodłą. Najwyższą warstwę drzewostanu tworzy tu sosna lub brzoza z domieszką osiki, świerka, jaworu, olszy, buka, dębu szypułkowego i jodły, luźną buduje grab. Południową część rezerwatu zajmują siedliska boru mieszanego świeżego i fitocenozy boru mieszanego z jodłą, starodrzew buduje przede wszystkim sosna w wieku 120 lat, ze znaczną domieszką równego wiekiem buka, miejscami z jodłą, świerkiem, dębem i brzozą. Rośnie tu także różanecznik żółty (najprawdopodobniej nie jest to jego stanowisko naturalne).
Według obowiązującego planu ochrony ustanowionego w 2011 roku (z późniejszymi zmianami), obszar rezerwatu objęty jest ochroną ścisłą (24,09 ha) i czynną (2,95 ha).
W pobliżu znajduje się rezerwat „Nowa Wieś”.